# Ball-Halbinsel
Die Ball-Halbinsel ist eine breite und vereiste Halbinsel im Norden der Thurston-Insel vor der Küste des westantarktischen Ellsworthlands. Sie erstreckt sich in das Murphy Inlet zwischen der Noville- und der Edwards-Halbinsel.
Das Advisory Committee on Antarctic Names benannte sie nach Leutnant James Lewis Ball (1920–2006), Pilot einer Martin PBM Mariner während der US-amerikanischen Operation Highjump (1946–1947) zur Erstellung von Luftaufnahmen von der Halbinsel und dem benachbarten Küstengebiet, der am 12. Januar 1947 an der Rettung von sechs überlebenden Besatzungsmitgliedern einer auf der Noville-Halbinsel abgestürzten Maschine desselben Typs beteiligt war.